# Voluntarismo (actitud)
El voluntarismo es la formación de ideas o la toma de decisiones basándose en lo que resulta deseable o agradable de imaginar, en lugar de basarse en las evidencias o racionalidad. Se trata por tanto de un tipo positivo de falacia o toma de decisión propia ad consequentiam.
Diversos estudios han mostrado de forma consistente que, ante alternativas aleatorias equiprobables, el ser humano tiende a predecir resultados positivos más a menudo que resultados negativos.
Algunos ejemplos históricos notorios de voluntarismo han sido los siguientes:
- El economista Irving Fisher afirmó que "los precios de las acciones parecen haber alcanzado una zona alta de estabilidad" pocas semanas antes del Jueves Negro de 1929, inicio de la Gran Depresión;
- El Primer ministro británico Neville Chamberlain informó al público de que los Acuerdos de Múnich de 1938 "garantizaban la paz";
- La Operación Barbarroja, el plan de Hitler para la invasión de la Unión Soviética;
- El Presidente de EE. UU. John F. Kennedy estaba convencido de que, en caso de que los rebeldes apoyados por la CIA durante la Invasión de Bahía de Cochinos fuesen derrotados por las fuerzas revolucionarias cubanas, podrían escapar a la aniquilación fundiéndose con la población rural.

## Como falacia lógica
Además de constituir un sesgo cognitivo y una pobre forma de tomar decisiones, el voluntarismo puede ser también una falacia lógica específica en un debate, cuando se asume que algo es cierto o falso basándose simplemente en el deseo de que lo sea. Esta falacia, relacionada con la ignoratio elenchi, sigue el modelo "Deseo que P sea cierto/falso, por lo que P es cierto/falso."
Algunos ateos argumentan que gran parte de la teología, y en particular los argumentos para la existencia de Dios, se basan en planteamientos voluntaristas, ya que parten de un resultado deseado (la existencia de Dios), e intentan probar tal resultado basándose en una premisa dada a través de un modo de razonamiento que se puede demostrar falaz, pero que responde al deseo de que sea verdad del creyente. Algunos teólogos argumentan que en realidad el ateísmo es una actitud voluntarista, en el sentido de que los ateos pueden desear no creer en Dios, o que no exista Dios. Ambos argumentos pueden responder, dependiendo de su naturaleza exacta, al llamado sesgo de confirmación. También la pseudociencia suele tener su origen y mantenerse a través del deseo de los crédulos de creer que el ser humano dispone de capacidades sobrenaturales.	 

Hoy en día la hipótesis de Dios ha dejado de ser científicamente sostenible... y su abandono a menudo ofrece una profunda sensación de alivio. Mucha gente afirma que este abandono de la hipótesis de Dios comporta el abandono de toda religión y toda sanción moral. Eso sencillamente no es cierto. Pero significa que, una vez que nuestro alivio por deshacernos de una pieza obsoleta de equipamiento ideológico pase, habremos de construir algo para que tome su lugar.
Julian Huxley

Una falacia relacionada es el argumentum ad ignorantiam ("No se ha demostrado que sea falso, así que debe ser cierto", o viceversa). Por ejemplo, un creyente en ovni de origen extraterrestre puede aceptar que la mayoría de las fotos de ovni son falsas, pero que las que no son falsificaciones probadas deben ser consideradas genuinas.